# St. Nicolai (Groß-Quern)

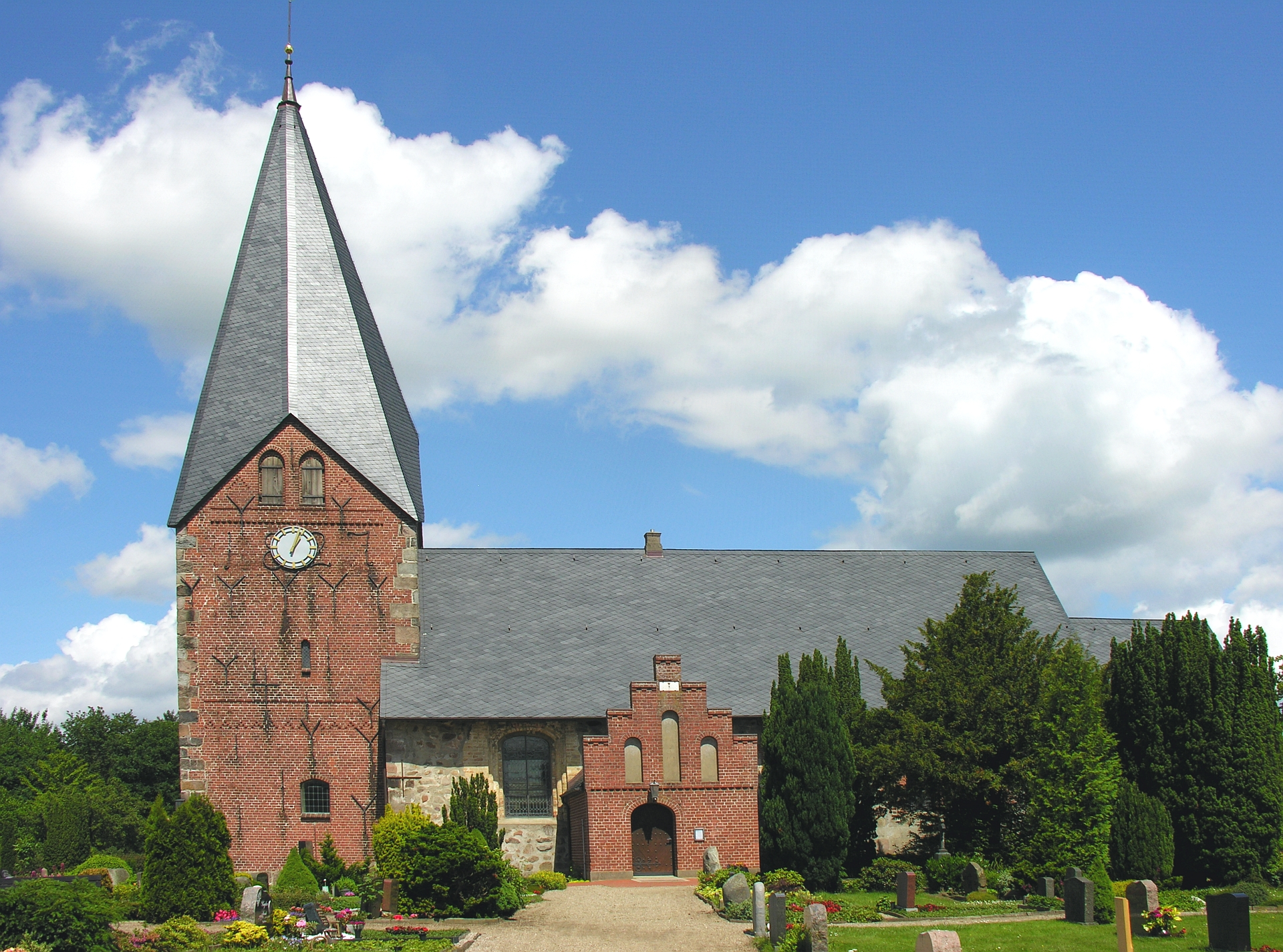
Blick vom Süden auf die St.-Nikolai-Kirche

Die St.-Nicolai-Kirche ist eine evangelisch-lutherische Kirche in Groß-Quern, der Gemeinde Steinbergkirche. Sie liegt auf einem 58 Meter hohen Hügel und ist damit die höchstgelegene Kirche in Angeln. Der Kirchenbau ist eines der Kulturdenkmale Groß-Querns. Teile der Kirchenausstattung sowie des umliegenden Kirchhofes wurden mit als Kulturdenkmal eingetragen.

## Geschichte
Die Nikolaus von Myra geweihte Kirche wurde um 1200 im romanischen Baustil errichtet. Der ursprüngliche Bau, bestehend aus einem kurzen Schiff und einem kleinen Kastenchor, wurde mit Granitquadern begonnen, wohl aber aus Kostengründen nach Fertigstellung des Sockels mit unbehauenen Feldsteinen fortgesetzt. An der Nordwand sind noch die ursprünglichen kleinen Fenster und ein vermauertes Portal erhalten. Im zweiten Viertel des 13. Jahrhunderts wurde die Kirche nach Westen um eine neue Portalachse und zwei Fensterachsen in Feldsteinen verlängert. Aus dieser Zeit stammt auch das Südportal, das sich heute im 1909 erneuerten Vorhaus befindet. In der Spätgotik, im 14./15. Jahrhundert, entstand der Backsteinkirchturm. Der ursprünglich flachgedeckte Innenraum erhielt 1521 ein spätgotisches Gewölbe, bei dessen Einbau die Nordfenster zugemauert wurden.
Im 18. Jahrhundert wurde eine Empore an der Nordseite des Kirchenschiffs eingezogen. Bei einer neugotischen Umgestaltung der Kirche 1904 wurden die Fenster an der Südseite vergrößert und mit farbigen Glasfenstern versehen.

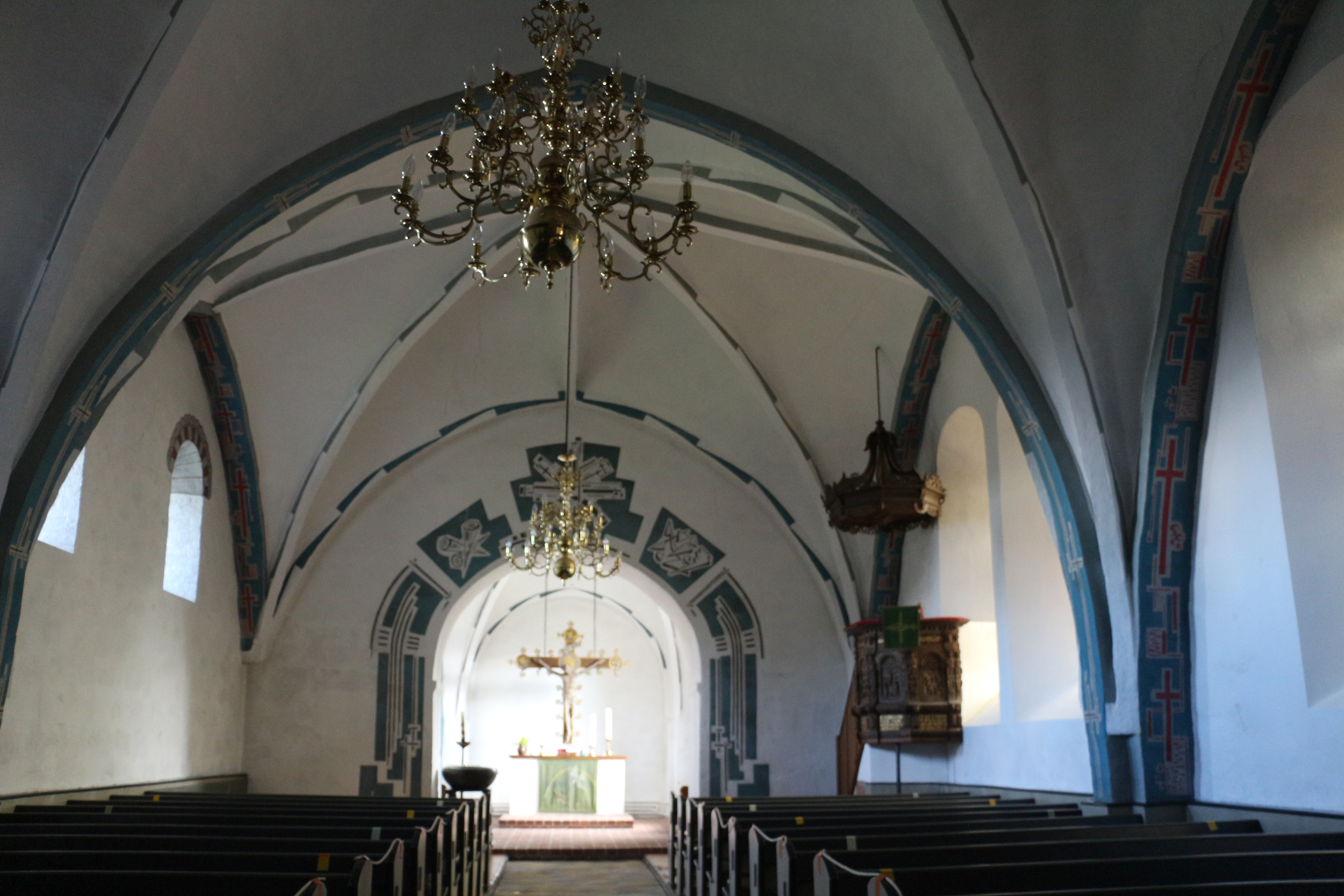
Innenraum

Im Zuge der Renovierung im Jahr 1956/58 wurden die romanischen Nordfenster wieder freigelegt. Dabei entdeckte Reste einer ursprünglichen ornamentalen Bemalung in den Fensterleibungen wurden bei der Ausmalung der Kirche durch den Flensburger Künstler Ernst Günter Hansing teilweise in die Neugestaltung integriert. Überreste der gotischen Wandgemälde, zu denen auch einige unvollständige Figuren gehörten, die vermutlich biblische Szenen oder Heilige darstellten, und die neugotische Ausmalung wurden dagegen übermalt. Die Nordempore wurde entfernt und ihre Brüstungsbilder an der neuen westlichen Orgelempore angebracht. Das alte Kastengestühl wurde durch moderne Bänke ersetzt.

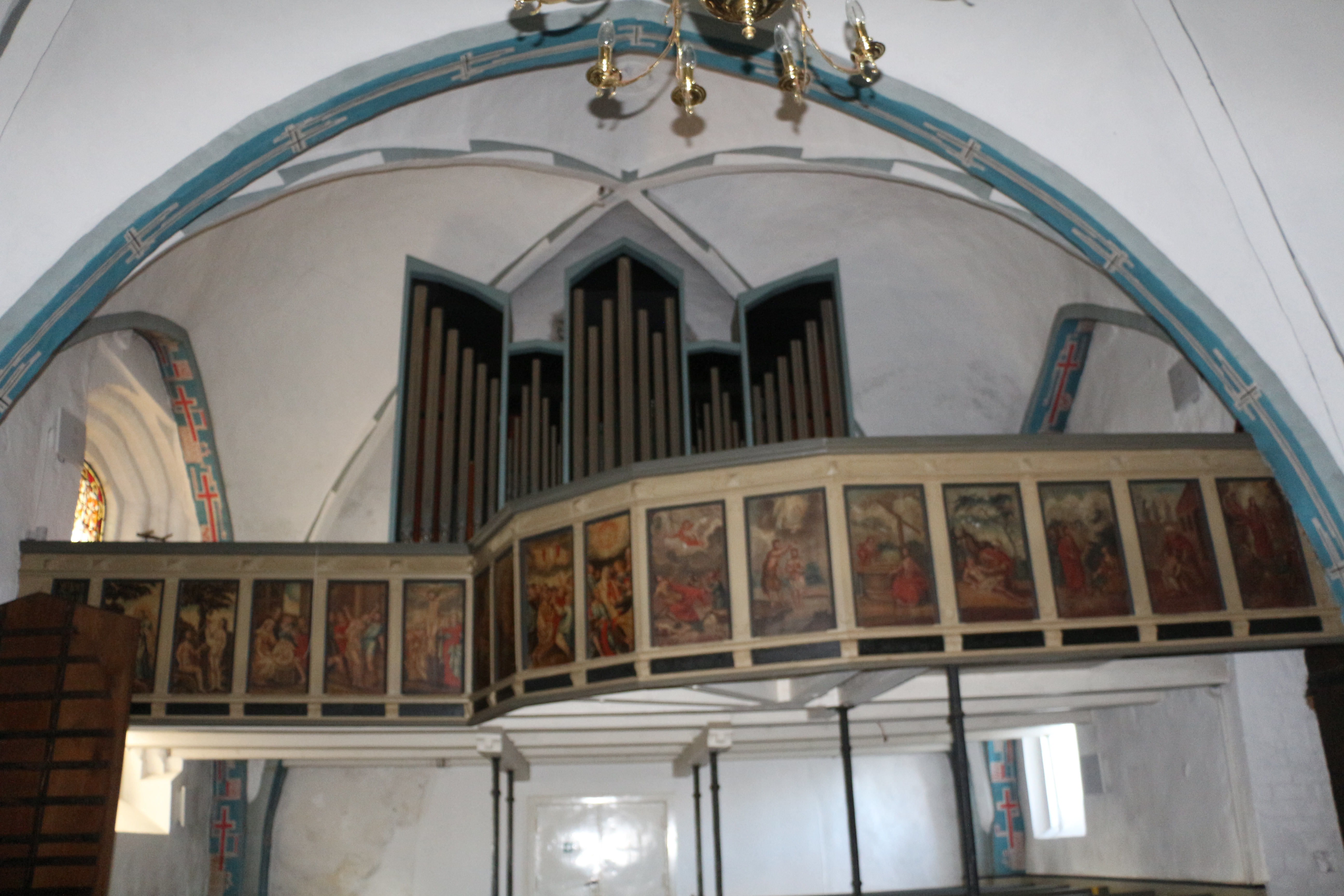
Orgelempore

Die Kirche wurde aus geschichtlichen, künstlerischen, städtebaulichen Gründen, und weil sie Kulturlandschaft prägend ist, unter Denkmalschutz gestellt. Zudem wurden die Kirchenausstattung, der Kirchhof mit der Kirchhofspforte, die Grabmale bis 1870, die Feldsteinmauer sowie die vorliegende Lindenallee und die vorliegende Lindenreihe unter Denkmalschutz gestellt.

## Innenraumgestaltung
Ernst Günter Hansing wurde im Jahr 1956 von Landeskonservator Dr. Hirschfeld beauftragt die Kirche neu auszumalen. Die Farben, die Hansing auswählte, waren auf dem hell getünchten Raum rot, blau und schwarz. Die Farbe Blau sollte aber dominieren. In seiner ersten baugebundenen Arbeit überzog er nur die Gewölberippen und Bogenlaibungen mit Ornamentstreifen. Der Chorbogen sticht mit seinen asymmetrischen Feldern besonders ins Auge. Streng stilisierte Kreuz- und Marterwerkzeuge werden durch aufstrebende Linienbahnen betont. Um einen Zusammenhang zwischen der neuen Malerei und dem alten Kunstwerk herzustellen, lenken sie den Blick auf ein großes spätmittelalterliches Kruzifix über dem Altar. Die Wände der Gewölbe bleiben allerdings schmucklos. Die Gewölberippen sind bis in den Fußbereich farbig gestaltet. Die neue abstrakte Malerei war von Anfang an ein Wagnis. Doch wird sie insgesamt als gelungen bezeichnet. Ernst Günter Hansing machte sich danach mit vielen baugebundenen Arbeiten einen großen Namen.

## Ausstattung

### Antemensale
Von der ursprünglichen Ausstattung zählt das Antemensale, die Frontplatte des Altartischs, zu den bedeutendsten Kunstwerken der Romanik: Die vergoldete Kupfertafel mit Reliefs der Maiestas Domini und Apostel ist auf Eichenholz befestigt und stammt aus der Zeit um 1220/30. Zu einem unbekannten Zeitpunkt wurde das Antemensale zu einem Flügelaltar umgebaut und als Altarretabel verwendet; 1678 wurde es farbig gefasst. Nach der Anschaffung eines neugotischen Altaraufsatzes 1869 wurde das Antemensale 1879 an einen Altwarenhändler verkauft. Über den Hamburger Kunstsammler Justus Brinckmann gelangte es 1881 in das Germanische Nationalmuseum in Nürnberg.
Der neugotische Altaraufsatz wurde 1958 durch das über dem Altartisch aufgehängte Triumphkreuz ersetzt.

### Triumphkreuz
Das Triumphkreuz, das um 1480 in einer Schleswiger Werkstatt geschnitzt wurde und dem Triumphkreuz in Burkal nahesteht, hing bis 1904 oberhalb des Chorbogens. In den Endscheiben des Brettkreuzes mit vergoldeten gotischen Krabben befinden sich Reliefs der Evangelistensymbole. Die Scheibe am Fuß, die den Matthäus symbolisierenden geflügelten Menschen enthielt, wurde zu einem unbekannten Zeitpunkt abgesägt. Der 147 cm hohe Corpus, der eine besonders markante Dornenkrone trägt, ist von einem Strahlennimbus auf blauem Grund hinterfangen. Die 1903 erneuerte Fassung des Gekreuzigten wurde 1957 vollständig entfernt.

### Sakramentsschrank
In die Wand des Chores wurde gegen Ende des 15. Jahrhunderts ein Sakramentsschrank eingebaut, dessen eisenbeschlagene Tür im Inneren mit einer Darstellung des Schmerzensmanns bemalt ist. Die gut erhaltene Ölmalerei gilt als sehr qualitätvoll. Der durch ein Gitter verschlossene Schrank dient immer noch zur Aufbewahrung verschiedener liturgischer Gefäße. Jesus, der als Schmerzensmann auf der Türinnenseite kunstvoll mit Sternenhintergrund dargestellt wurde, zeigt sich blutüberströmt mit seinen Marterwerkzeugen. Sein goldener Kreuznimbus scheint durch seine Größe die Szene in ein hoffnungsvolles Licht zu tauchen. Ein ähnlicher Sakramentsschrank befindet sich in der St.-Marien-Kirche in Esgrus.

### Kanzel

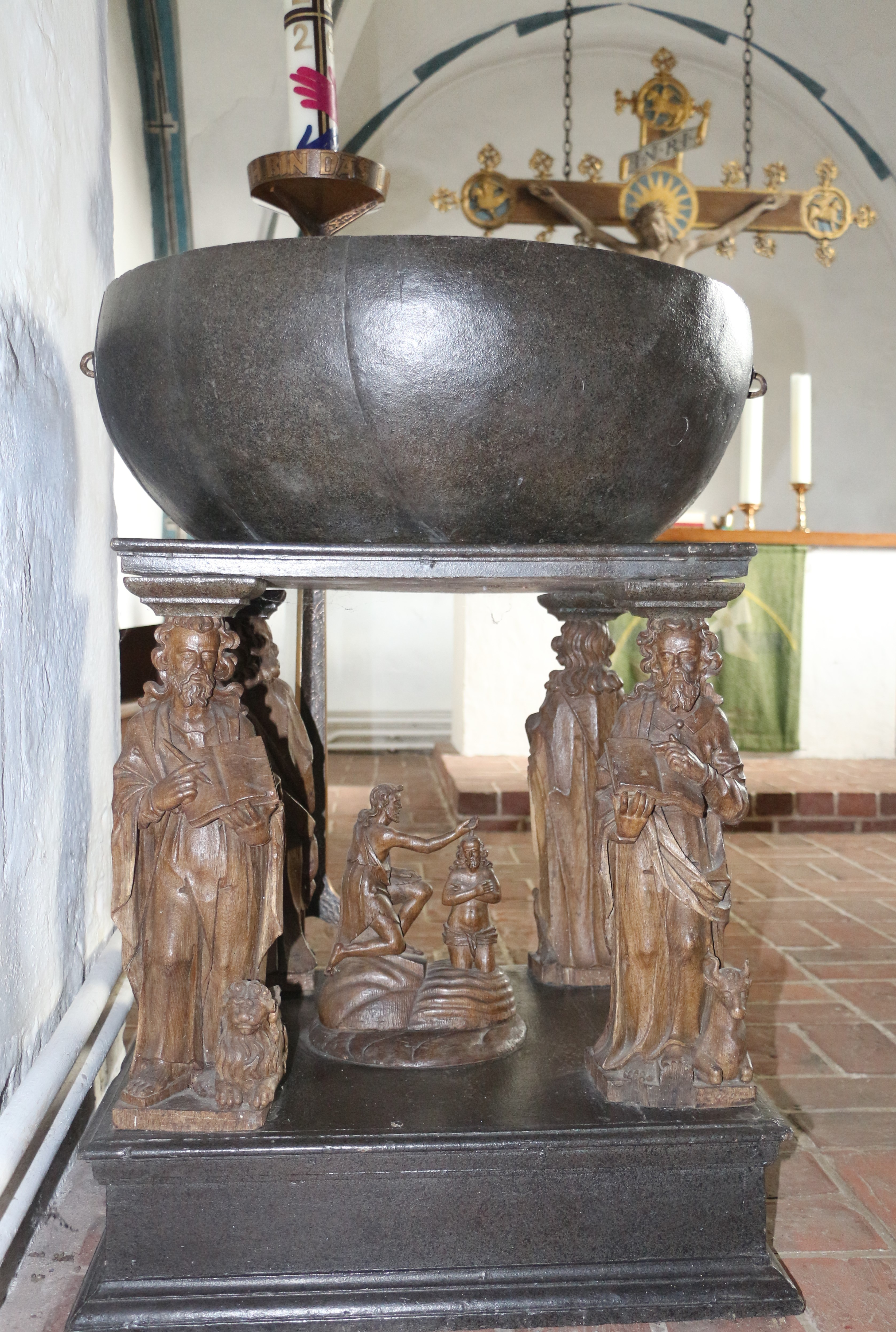
Taufbecken

Die Kanzel ist ein Werk der Heinrich-Ringerink-Werkstatt um 1620 und wird stilistisch der Spätrenaissance zugeordnet. Die Brüstungsreliefs, die von Hermenpilastern flankiert werden, zeigen Szenen aus der Passionsgeschichte. Durch einen Fries, der mit Beschlagwerk, Engelköpfchen sowie Löwenköpfen geschmückt ist, sind sie mit in Gold gehaltene Beschriftungen getrennt, Bibelverse, die in mittelniederdeutsche Sprache die Abbildungen erläutern.

### Taufe
Das originelle hölzerne Taufbecken entstand etwa 1620/1630 vermutlich in derselben Flensburger Werkstatt wie die Kanzel. Die flache Kuppa steht auf einem von vier Evangelistenfiguren getragenen quadratischen Tisch ähnlich wie bei dem Taufbecken der Kliplev Kirke, das 1613 von Heinrich Ringerinks Werkstatt geschaffen wurde. Zwischen den Ständerfiguren befindet sich eine kleine, freiplastische Darstellung der Taufe Jesu. Johannes der Täufer kniet vor Jesus, der mit den Beinen im Fluss Jordan steht, und gießt aus seiner Hand einen Strahl Wasser auf den Kopf Jesu. Das gesamte Werk ist aus Holz geschnitzt. Außer den Schnitzfiguren, die mit einer Lasur versehen sind, sind der Sockel und die Kuppa in einem braunen Farbton gehalten. Die Taufschale aus Messing zeigt im Spiegel die Verkündigung an Maria und darum und auf der Fahne von Hunden verfolgte Hirsche. Ein achteckiger Taufdeckel von etwa 1650 war 1936 noch vorhanden. Der Standort der Taufe liegt direkt an der Wand des nördlichen Chorbogens. War diese einstmals dafür geschaffen, von allen Seiten begehbar zu sein, muss heute leider eine Seite der Taufe uneinsehbar bleiben.

### Nikolaus-Statue
1993 erhielt die Kirche eine Statue ihres Patrons Nikolaus, welche in einem spätgotischen Stil geschnitzt wurde. Der Heilige, der Bischof von Myra war, erscheint in der Holzplastik im Bischofsgewand mit seinem Stab. In der linken Hand trägt er ein Modell der Kirche.

### Altarbild
An der Nordwand des Kirchenschiffes, unter der Empore, hat sich die Bekrönungsädikula von 1678 vom alten Altar erhalten. Das Gemälde, Öl auf Holz, zeigt die Szene „Christus am Ölberg“. Jesus in einem roten Umhang, der ihn zu einem feierlichen Mittelpunkt werden lässt, kniet zum Gebet. Über ihm, in der rechten oberen Ecke, erscheint ein Engel in einer Wolke mit einem Kreuz. Die Szene vermittelt das Gefühl einer seltsamen, erwartungsvollen Ruhe. Die Ädikula, die von einem Segmentgiebel bekrönt wird, ist eingefasst mit zwei konischen Pilastern, die mit ionischen Volutenkapitellen enden.

### Emporenmalerei

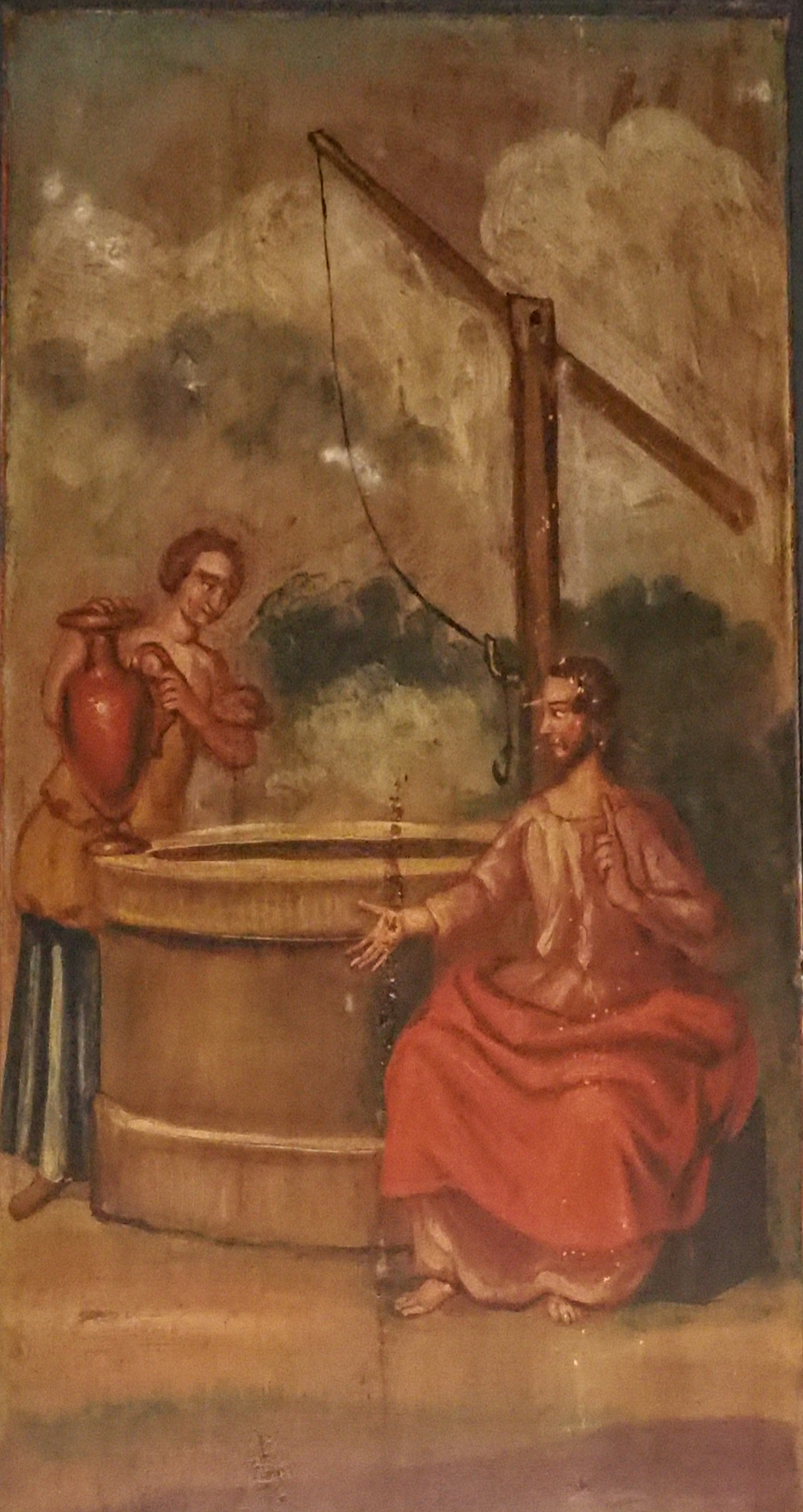
Emporenmalerei

An der Brüstung der Westempore hat sich barocke Emporenmalerei erhalten. Vor dem Abriss der Nordempore gab es in Quern insgesamt 42 Bilder, elf von 1696 und 31 von 1749.  Heute zeigen noch 16 Ölbilder an der noch vorhandenen Westempore Szenen aus biblischen Überlieferungen. Die Angaben zu den Texten sind in einem Sockelfries dargestellt. Leider ist der Großteil nicht mehr lesbar.

## Gemeinde
Bereits  von 1819 bis 1840 verwaltete der Querner Pastor auch das Kirchspiel Neukirchen. In den 1970er Jahren fusionierten beide Gemeinden. Am 1. Oktober 2021 fusionierte die Kirchengemeinde Quern-Neukirchen mit den Kirchengemeinden Steinbergkirche, Esgrus, Sörup, und Sterup zur Evangelisch-Lutherischen Kirchengemeinde Nieharde innerhalb des Kirchenkreises Schleswig-Flensburg.

## Pastoren
- Simon Desler war seit 1845 Pastor in Quern. Er wurde nach der Schleswig-Holsteinischen Erhebung 1850 wie viele andere deutschgesinnte Pastoren in Angeln entlassen.
- Peter Otzen wurde 1850 von der dänischen Regierung eingesetzt. Trotzdem weigerte er sich, den Dänischen Sprachreskripte von 1851 zu folgen und vor seiner deutschsprachigen Gemeinde dänisch zu predigen.[14]

## Sage des schiefen Kirchturms
Einer Sage nach soll eine Riesendame, die der Zauberei mächtig war und die bei der Insel Alsen wohnte, einst einen Stein auf die Kirche von Quern geworfen haben, aber, da ihr Strumpfband riss, den Turm nicht voll getroffen haben, so dass der Turm nun heute schief steht.

### Antemensale
- Gustav Brandt: Das schleswig-holsteinische Frontale im germanischen Museum. In: Mitteilungen des Germanischen Nationalmuseums (1896), S. 121–130.
- Joachim Kruse: Das Querner Antependium. Dissertation Christian-Albrechts-Universität zu Kiel, Kiel 1958.
- Joachim Kruse: Das kupfervergoldete Antependium aus Groß-Quern in Angeln. In: Nordelbingen 30 (1961), S. 83–99.
- Peter Asmussen: Das Antependium aus der Kirche zu Quern. In: Jahrbuch des Heimatvereins der Landschaft Angeln 46 (1982), S. 11–17.